# العقلانية (كتاب)
العقلانية ما هي؟ ولماذا تبدو نادرة؟ ولماذا هي ضرورية؟ كتاب صدر عام 2021 لعالم النفس بجامعة هارفاد الأمريكي ستيفن بينكر. وصدرت النسخة العربية في 2022 من دار سطور للنشر والتوزيع بترجمة أحمد رضا، ورزان حميدة، وحازم موسى، وميرا جندي.
يطرح المؤلف في الكتاب فكرة أن الإنسانية اليوم وصلت إلى أفاق جديدة في الفهم العلمي، ويبدو أنها تفقد عقلانيتها، إذ كيف يمكن للنوع الذي طوّر لقاحات كوفيد19 في فترة أقل من عام أنتاج الكثير من الأخبار المزيفة، والشعوذة الطبية، ونظريات المؤامرة. ويرفض الرأي القائل بأن البشر لا عقلانيين، وأنهم من رجال الكهوف المثقلون بالتحيزات والمغالطات والأوهام. فبعد كل شيء اكتشفنا قوانين الطبيعة وأطلنا حياتنا وأثريناها، ووضعنا معايير العقلانية نفسها، ويقول أننا في الواقع نفكر بطرق عقلانية في السياقات منخفضة التقنية التي نقضي فيها معظم حياتنا، ولكننا نفشل في الاستفادة من أدوات التفكير القوية التي اكتشفناها على مدى آلاف السنين مثل المنطق والتفكير النقدي والارتباط والسببية، والأساليب المثلى لتحديث المعتقدات والإلتزام بالاختيارات بشكل فردي وجماعي.

## آراء نقديّة
وصل الكتاب إلى المرتبة التاسعة على قائمة أفضل الكتب مبيعًا في صحيفة نيويورك تايمز في 2 أكتوبر 2021. وفي إحدى مراجعات الكتاب كتبت مجلة بابليشرز ويكلي: "لقد تمكن المؤلف من أن يكون جاداً للغاية ولكن يمكن الوصول إليه بشكل ثابت وممتع."  وكتب مجلة كيركوس: "المؤلف يمكن أن يكون مسكرًا ومبتكرًا، ولكن نادرًا ما تصل مناقشاته إلى صعوبة الوصول". 

## روابط خارجية
- العقلانية ما هي؟ ولماذا تبدو نادرة ؟ ولماذا هي ضرورية؟ موقع stevenpinker.com